# Héctor Facundo
Héctor Osvaldo Facundo (Buenos Aires, 27 novembre 1937 – 13 novembre 2009) è stato un calciatore argentino, di ruolo attaccante.

## Carriera
Ha vestito la maglia del San Lorenzo per diverse stagioni a cavallo tra gli anni '50 e gli anni '60.
Con la Nazionale argentina ha preso parte ai Mondiali 1962.
È deceduto nel novembre 2009.